# Ахиулф
Ахиулф (на латински: Achiulf) е крал на остготите от династията на Амалите през 350 г. Той е наследник на Атанерик. Ахиулф е наследен ок. 350 г. от сина си Ерманарих.
Той е син на Атал и внук на Хунвил. Ахиулф управлява в днешна Украйна, завладява територията около Волга, където живеят сарматите, скитите и гепидите.
Баща е на Вултуф (* 335), който е баща на Валараванс и дядо на Винитар.